# Nodame Cantabile
Nodame Cantabile (jap. のだめカンタービレ Nodame kantābire) – manga autorstwa Tomoko Ninomiyi, publikowana po raz pierwszy w latach 2001–2009 w magazynie Kiss i wydana również w postaci 25 niezależnych tomików. Cykl został zekranizowany zarówno w postaci składającego się z trzech serii serialu anime, jak i serialu oraz dwóch filmów aktorskich. Ponadto wydano kilka płyt ze ścieżką dźwiękową do seriali i filmów, a także trzy gry komputerowe.

## Fabuła
Cykl składa się z dwóch zasadniczych części. Pierwsza rozgrywa się w renomowanej akademii muzycznej w Tokio, druga w Paryżu. Akcja toczy się w środowisku młodych muzyków poważnych, aspirujących do wielkiej kariery w świecie orkiestr, oper i filharmonii. Ukazuje zarówno zawodową drogę bohaterów, jak i ich prywatne rozterki, problemy, ale też chwile radości i zabawy. Wątkiem przewodnim jest relacja między Chiakim a Nodame, początkowo bardzo szorstka, lecz z czasem przeradzająca się w coraz poważniejszy związek.

### Bohaterowie
(w nawiasach w pierwszej kolejności podano odtwórców postaci w serialu i filmach aktorskich, a następnie aktorów użyczających im głosu w ekranizacji anime)

#### Główni bohaterowie
- Megumi Noda, zwana Nodame (Juri Ueno; Ayako Kawasumi) – tytułowa bohaterka, na początku cyklu ma 20 lat i jest studentką III roku akademii muzycznej. Jest zupełnym lekkoduchem, nie dba o porządek czy higienę osobistą, żyje we własnym, nieco dziecinnym świecie, w którym ważną rolę odgrywają postaci z jej ulubionej kreskówki. Gra na fortepianie, przy czym jej styl jest zwykle impulsywny i osobisty, trudno jej zachować dyscyplinę interpretacyjną, co bywa niezbędne w świecie muzyki poważnej. W przeciwieństwie do większości kolegów nie ma wielkich ambicji artystycznych - kocha pracować z dziećmi, świetnie się z nimi rozumie i po ukończeniu akademii chce zostać nauczycielką muzyki. Gdy zakochuje się na zabój w Chiakim, swoim sąsiedzie z akademika, jej świat powoli zaczyna się zmieniać. Pod jego wpływem dostaje się do elitarnego francuskiego konserwatorium muzycznego i rozpoczyna karierę zawodowej pianistki. Przez długi czas jej miłość do Chiakiego jest platoniczna. Później, gdy już zostają parą, patrzą na związek zupełnie inaczej, jednak coraz bardziej nie mogą bez siebie żyć.
- Shinichi Chiaki (Hiroshi Tamaki; Tomokazu Seki) – na początku cyklu Chiaki ma 21 lat i jest na IV roku akademii muzycznej. Studiuje w klasie fortepianu, umie też wirtuozersko grać na skrzypcach, jednak jego prawdziwe ambicje wiążą się z karierą dyrygenta. Pochodzi z bardzo zamożnej rodziny, jego zmarły ojciec był światowej sławy muzykiem, a ojczym to bogaty przedsiębiorca. Dzieciństwo spędził we Francji, gdzie oprócz języka przesiąkł też zachodnim stylem bycia. Jest bardzo przystojny, piekielnie zdolny, ale też bardzo zarozumiały i pełen poczucia wyższości wobec kolegów. W akademii uważany jest za absolutnie czołowego studenta, który powinien kształcić się za granicą. Na przeszkodzie stoi jednak paniczny lęk Chiakiego przed lataniem, związany z przeżytą przez niego w dzieciństwie katastrofą lotniczą, w której cudem uniknął śmierci. Z Nodame poznaje się przypadkowo w akademiku, początkowo łączy ich tylko sąsiedzkie koleżeństwo, z czasem jednak Chiaki zaczyna bardzo powoli odwzajemniać miłość od pierwszego wejrzenia, jaką poczuła wobec niego Nodame. Pod jej wpływem jego osobowość ociepla się, co ma duży wpływ także na jego umiejętności dogadywania się z dyrygowanymi orkiestrami. Po wyjeździe do Paryża zamieszkuje wraz z Nodame w kamienicy należącej do jego rodziny i podejmuje profesjonalną karierę dyrygencką.

#### Ważniejsze postacie drugoplanowe - Tokio
- Franz von Stresemann (Naoto Takenaka; Shinji Ogawa) – niemiecki dyrygent, uważany za jedną z największych gwiazd muzyki poważnej na świecie. Prywatnie patologiczny kobieciarz, wręcz erotoman, trzymany żelazną ręką przez swoją menedżerkę Elise. Przyjeżdża do akademii głównych bohaterów jako profesor-gość, czyniąc uczelni zaszczyt znacznie powyżej jej rangi. W rzeczywistości chodzi mu jednak o odnowienie młodzieńczej znajomości z panią rektor, z którą wiele lat temu stanowili parę. Chiaki bardzo stara się zostać jego uczniem i ostatecznie mu się to udaje, choć ich relacje mają dość wybuchowy charakter. Etykietka "ucznia Stresemanna" pozwala Chiakiemu znacznie łatwiej zaistnieć jako dyrygentowi wśród szerszej publiczności.
- Ryutaro Mine (Eita; Shinji Kawada) – niezbyt utalentowany, choć bardzo pracowity student w klasie skrzypiec. Jego ojciec prowadzi miejscowy bar i jest gotowy wydać wiele, aby syn osiągnął upragniony sukces. W czasie japońskiego etapu kariery Chiakiego, Mine jest czymś w rodzaju menedżera pierwszej poważnej (choć wciąż młodzieżowej) orkiestry, w której Chiaki zostaje dyrygentem.
- Yasunori Kuroki (Seiji Fukushi; Masaya Matsukaze) – wrażliwy i nieco zamknięty w sobie oboista. Początkowo podkochuje się w Nodame, ale szybko godzi się z tym, że nie ma u niej szans, bo dziewczyna jest szaleńczo zakochana w Chiakim. Potem nawiązuje artystyczną współpracę z Chiakim, który staje się dla niego swego rodzaju mentorem. W drugiej części cyklu również wyjeżdża na studia zagraniczne i spotyka się z głównymi bohaterami w Paryżu.
- Kiyora Miki (Asami Mizukawa; Sanae Kobayashi) – jedna z najzdolniejszych młodych japońskich skrzypaczek, poznaje Chiakiego na prestiżowym festiwalu muzycznym i dołącza do jego orkiestry. Łączy ją dość skomplikowana relacja z Mine: z jednej strony rywalizują o funkcję koncertmistrza, ale jednocześnie szybko stają się parą w życiu prywatnym.
- Masumi Okuyama (Keisuke Koide; Yoshinori Fujita) – student w klasie kotłów, otwarty homoseksualista. Początkowo rywalizuje z Nodame o względy Chiakiego, jednak jest w tym z góry skazany na porażkę, ponieważ Chiaki nie podziela jego orientacji seksualnej. Później zaprzyjaźnia się z obojgiem i gra w japońskiej orkiestrze Chiakiego.
- Saiko Tagaya (Misa Uehara; Hitomi Nabatame) – studentka w klasie wokalistyki, mająca ambicje zostać operową diwą. Była kiedyś dziewczyną Chiakiego, choć w chwili rozpoczęcia cyklu ich związek to już przeszłość. W miarę jak kariera Chiakiego nabiera rozpędu, a on sam coraz mocniej wiąże się z Nodame, Saiko zaczyna żałować rozpadu ich związku i bezskutecznie próbuje go odnowić. Podobnie jak Chiaki pochodzi z bardzo zamożnego środowiska i trudno jej zrozumieć, co jej były chłopak widzi w niepozornej dziewczynie takiej jak Nodame.
- Kouzo Etoh, zwany Nauczycielem z papierowym wachlarzem (Kosuke Toyohara; Kazuya Nakai) – jeden z czołowych pedagogów fortepianu w tokijskiej akademii bohaterów, znany z bicia uczniów swoim papierowym wachlarzem, od którego czerpie swój przydomek. Początkowo uczy Chiakiego, ale jego nieznoszący sprzeciwu styl pracy szybko powoduje między nimi ostry konflikt. Później odgrywa jednak kluczową rolę w przemianie Nodame z muzycznego lekkoducha w bardziej dojrzałą pianistkę.

#### Ważniejsze postacie drugoplanowe - Paryż
- Frank Latoine (Wentz Eiji; Shintaro Asanuma) – jeden z paryskich współlokatorów Chiakiego i Nodame, wynajmuje mieszkanie w paryskiej kamienicy należącej do matki Chiakiego. Studiuje w tym samym konserwatorium muzycznym co Nodame i również w klasie fortepianu. Jest jedynym rodowitym Francuzem w gronie najbliższych przyjaciół japońskiej pary w czasie ich pobytu w stolicy Francji. Początkowo bezskutecznie zabiega o względy Nodame, ale poddaje się widząc jej obsesję na punkcie Chiakiego. Jest bardzo wrażliwy i dobroduszny, bywa wyśmiewany przez znajomych z powodu miłości do japońskich kreskówek.
- Tatiana "Tania" Wiszniewa (Becky; Shizuka Itō) – kolejna mieszkanka kamienicy, młoda Rosjanka, dla której muzyka i związany z nią wyjazd na studia do Paryża były jedyną szansą na wyrwanie się z siermiężnej rzeczywistości jej ojczyzny. Studiuje w klasie fortepianu, ale nie jest talentem na miarę Chiakiego czy Nodame. Wie o tym i zaniedbuje studia, oddając się zakupom i amorom. Pod wpływem azjatyckich przyjaciół na nowo odnajduje swoje miejsce w życiu, nieoczekiwanie dla niej samej u boku skromnego Kurokiego.
- Yunlong Li (Satoshi Hino) – trzeci z paryskich współlokatorów japońskiej pary, również gra na fortepianie, choć w mniej prestiżowej szkole niż jego sąsiedzi. Pochodzi z Chin, za którymi bardzo tęskni. Jest impulsywny i skłonny do narzekania. Kiedy Chiaki wyjeżdża na trzymiesięczne tournée, Yunlong zaprzyjaźnia się z Nodame i dotrzymuje jej towarzystwa, co zaraz po powrocie rodzi zazdrość Chiakiego.
- Rui Son (Yu Yamada; Sayaka Ohara) – jedna z najbardziej obiecujących młodych chińskich pianistek, mająca już na koncie liczne sukcesy, swego rodzaju celebrytka w środowisku młodych muzyków. Chiaki poznaje ją podczas wspólnych występów, szybko zaprzyjaźniają się. Po źle przyjętym przez krytykę ważnym występie traci ochotę do gry i przyjeżdża do Paryża, co ma być dla niej ucieczką od własnej sławy, stawianych jej oczekiwań, ale przede wszystkim od matki, która kieruje jej karierą i traktuje ją niemal jak swoją własność.
- Charles Auclair – światowej sławy francuski pedagog fortepianu, gwiazda wśród kadry paryskiego konserwatorium, o powierzchowności ciepłego starszego pana, uwielbiającego dobrą kuchnię. Dostrzega Nodame na jej pierwszym konkursie pianistycznym, jeszcze w Japonii, i ściąga ją do konserwatorium w Paryżu, gdzie zostaje jej mentorem. Uważa ją za wybitnie utalentowaną pianistkę, która jednak często nie potrafi włożyć w muzykę wystarczająco dużo pracy i intelektualnego zaangażowania.

## Ekranizacje
Chronologicznie pierwszą ekranizacją Nodame Cantabile był serial aktorski, emitowany w jedenastu odcinkach od 16 października do 25 grudnia 2006 na antenie Fuji TV. Losy bohaterów z późniejszych tomów mangi zostały opowiedziane w postaci dwóch filmów kinowych, których premiera miała miejsce w latach 2009 i 2010. Sceny rozgrywające się w Europie kręcono nie tylko w Paryżu, ale również m.in. w Wiedniu i Pradze.
Serial anime emitowany był, również na antenie Fuji TV, w latach 2007-2010. Składał się z trzech serii o odrębnych tytułach, czołówkach, a nawet sposobach rysowania. Seria pierwsza nosiła tytuł po prostu Nodame Cantabile, liczyła 23 odcinki i opowiadała o japońskiej części kariery bohaterów. Paryska część cyklu została podzielona na dwie serie po 11 odcinków: Nodame Cantabile: Paris Chapter oraz Nodame Cantabile: Finale. W Polsce anime było emitowane na kanale AXN Spin.
W 2014 roku powstała także południowokoreańska adaptacja emitowana na KBS2, zatytułowana Nae-il's Cantabile. Główne role odgrywają w niej Joo Won oraz Shim Eun-kyung.

### Muzyka
W obu ekranizacjach Nodame Cantabile bardzo duży nacisk położono na muzykę, co wynika z samej fabuły cyklu, w której co i rusz pojawiają się sceny koncertów lub ćwiczeń bohaterów. Wszystkie słyszalne w obu serialach wykonania zostały nagrane specjalnie na ich potrzeby, nie korzystano z nagrań archiwalnych. Na potrzeby nagrań sformowano specjalną orkiestrę Nodame Orchestra, na której czele stanął renomowany amerykański dyrygent James DePreist, który - jako jedyny istniejący naprawdę muzyk - występuje także w fabule Nodame. Wydano następnie kilka płyt ze ścieżką dźwiękową obu seriali, a także filmów kinowych.